# Valcrétin
Valcrétin est un roman de Régis Messac. Comme l'auteur lui-même le souligne, ce n'est pas « un conte à la manière d’Edgar Poe, une histoire à donner le frisson[source insuffisante] ». C’est plutôt un récit étrange, mettant en scène un processus régressif ou d'involution, qui atteint les membres d’une expédition scientifique en mission privée sur une île perdue du Pacifique sud, à la recherche d’êtres humains dégénérés, « aux os ramollis de crâne en cône tronqué ».
Écrit pour Camille Belliard, président de L'Amitié par le livre, durant la période comprise entre novembre 1942 et mars 1943, Valcrétin n'est publiée que trente ans plus tard, chez Jean-Claude Lattès.

## Résumé
« La révolte d'un peuple esclave.

Une mission médicale découvre dans le Pacifique une île peuplée de crétins au sens étymologique du terme : rachitisme, nanisme, goitre, absence de langage, idiotisme, hypersexualité, voracité et défécation perpétuelles.

Trois jeunes sujets, vaccinés par le Pr Baber, prennent peu à peu apparence humaine. Renvoyés dans la tribu, vont-ils y faire triompher des pratiques nouvelles : boire dans le creux de la main au lieu de laper, ne pas vivre à proximité des excréments, cuire la nourriture ? Non. D’abord chassés pour ces idées révolutionnaires, les trois prosélytes finiront par retomber sous l’influence des vieux crétins.

Pis, des crétins subissent un phénomène analogue à l’acculturation des peuples colonisés : rupture d’un équilibre naturel sans amélioration du niveau de vie. La venue des étrangers a transformé une population abrutie, mais pacifique, en une horde envieuse et agressive. Elle trouve la force de détruire le corps expéditionnaire – pardon : la mission médicale – dont les survivants sombreront à leur tour dans le crétinisme. Tel est le thème désespéré d’un livre magnifique et impitoyable : Valcrétin. »

## Critiques

### Utopie
« Chez Régis Messac, l'humoriste était inséparable du penseur ! Et le trait est aussi caractéristique pour le moins dans une étude littéraire comme Micromégas ou dans un pamphlet pédagogique comme À bas le latin ! que dans son utopie Valcrétin. »

### Pessimisme et prophétisme
« Livre prophétique par son anticolonialisme, Valcrétin paraît pour la première fois trente ans après sa rédaction en 1943. Long retard dû à la trop longue avance prise par l’auteur, Régis Messac, sur ses contemporains. »

### Des pages hautes en couleur fangeuses
« Valcrétin, écrit par le malicieux Régis Messac en 1943, risque fort de décevoir les amateurs de science-fiction. Il n'y a pas ici, ou très peu, de science-fiction. Le récit de Messac a toutes les allures de l'aventure exotique issue de quelque Sciences et voyages du début du siècle. […]

On trouve donc dans ce récit l'illusion romantique du « bon sauvage » de Rousseau et, pourquoi pas, un clin d'œil au Frankenstein de Mary Shelley, si on s'attache au fait que les civilisés sont punis par les créatures qu'ils ont voulu sauver de l'inexistence mais qu'ils ont pervertis par simple « imprégnation ». Et on débouche aussi sur l'Île du docteur Moreau. […]

Il y a là, sans doute, plutôt un dégoût général pour le genre humain dans son entier, l'expression d'un misanthrope qui ne voyait que trop bien, sous ses fenêtres de 1943, grouiller lâcheté et démission en face des silhouettes vert-de-gris du mal absolu. Cela expliquerait alors qu'il mesurât l'humanité à une aune célinienne où il reconnaît en nous « les pauvres baveux, les goitreux, les bossus, les noués, les noueux, les crasseux, chassieux, chiasseux, miteux et marmiteux » (p. 62). D'où ces pages hautes en couleur fangeuses d'un Messac qui se dit « envahi par la nausée. »

## Éditions
- Valcrétin (avec Musique arachnéenne), Jean-Claude Lattès/Édition spéciale, 1973, 200 pages
- Valcrétin, Éditions Ex Nihilo, 2009  (ISBN 978-2916185-06-4)